# Vaðlaheiði
Vaðlaheiði är en hed i republiken Island. Den ligger i regionen Norðurland eystra, 250 km nordost om huvudstaden Reykjavík.